# Spontani zlom simetrije
Spontani zlom simetrije je v fiziki pojav, da sistem, ki je simetričen glede na kakšno grupo simetrij, preide v nesimetrično vakuumsko stanje. Ko se to zgodi, se sistem ne obnaša več simetrično. To se lahko zgodi v mnogih stanjih. Grupa simetrij je lahko nezvezna, kot je na primer prostorska grupa kristala, ali zvezna (npr. Liejeva grupa), kot je simetrija vrtenja prostora.
Zgled za soroden pojav je krogla na vrhu hriba, ki je v popolnoma simetričnem stanju. Njeno stanje pa je nestabilno. Vsaka najmanjša motnja bo povzročila da se bo v neki smeri zakotalila po hribu navzdol. V tem primeru se je simetrija njenega stanja zlomila, saj ima smer, v kateri se krogla kotali, lastnost, ki jo razlikuje od drugih smeri.

## Matematični zgled: potencial mehiškega klobuka
V preprostem zgledu je spontano zlomljeno polje opisano s teorijo skalarnega polja. Lagrangeeve funkcije lahko pomagajo pri predstavi spontanega zloma simetrije. Lagrangeeve funkcije, ki dejansko narekujejo kako se bo sistem obnašal, lahko ločimo v kinetične in potencialne člene:
{\displaystyle {\mathcal {L}}=\partial ^{\mu }\phi \partial _{\mu }\phi -V(\phi )\!\,.}
Potencialni člen (V(φ)) je odgovoren za pojavitev zloma simetrije. Zgled za potencial je prikazan z grafom na desni.
{\displaystyle V(\phi )=-10|\phi |^{2}+|\phi |^{4}\!\,.}
ta potencial ima več možnih minimumov (vakuumskih stanj), ki so podani z:
{\displaystyle \phi ={\sqrt {5}}e^{i\theta }\!\,}
za poljubno realno θ med 0 in 2π. Sistem ima tudi nestabilno vakuumsko stanje, ki odgovarja Φ = 0. To stanje ima simetrijo U(1). Ko bo sistem prešel v določeno stabilno vakuumsko stanje, kar je odvisno od izbire θ, bo simetrija izginila ali pa bo spontano zlomljena.

### Higgsov mehanizem
V standardnem modelu spontani zlom simetrije zagotavlja Higgsov bozon, ki je odgovoren za mase bozonov W in Z. 